# Guirande
Die Guirande ist ein Fluss in Frankreich, der im Département Deux-Sèvres in der Region Nouvelle-Aquitaine verläuft. Sie entspringt im Ortsgebiet von Prahecq und entwässert generell Richtung Nordwest. Im Oberlauf quert sie die Autobahn A10, erreicht südlich von Niort den Regionalen Naturpark Marais Poitevin und mündet nach rund 21 Kilometern im Gemeindegebiet von Frontenay-Rohan-Rohan als linker Nebenfluss in den Seitenarm Vieille Sèvre der Sèvre Niortaise.

## Orte am Fluss
(Reihenfolge in Fließrichtung)
- Prahecq
- Aiffres
- Souligné, Gemeinde Saint-Symphorien
- Clairias, Gemeinde Frontenay-Rohan-Rohan